# NGC 2779
NGC 2779 é uma galáxia espiral barrada (SB0-a) localizada na direcção da constelação de Lynx. Possui uma declinação de +35° 03' 14" e uma ascensão recta de 9 horas, 12 minutos e 28,3 segundos.
A galáxia NGC 2779 foi descoberta em 13 de Março de 1850 por William Parsons.